# Мерзлікін Андрій Ігорович
Андрій Ігорович Мерзлікін (9 серпня 1984, с. Табачне, АРК) — український актор та телеведучий.

## Життєпис
Народився 9 серпня 1984 року, у селі Табачне (АР Крим). Після школи закінчив Кримський Юридичний Інститут. Отримавши вищу освіту, приїхав у Київ працювати юристом. Але швидко зрозумів, що краватка йому тисне, тож почав шукати себе в інших галузях. Згадавши, що у шкільні роки дуже полюбляв малювати на задніх партах і на стінах, пішов працювати дизайнером комп'ютерної графіки. Але й цю професію йому довелося змінити після того, як він вступив до акторської студії Київського театру імпровізації «Чорний Квадрат».Сьогодні Андрій Мерзлікін — студент Київського Національного Університету театру, кіно і телебачення, факультет режисури телебачення. З 14 лютого 2011 року є ведучим реаліті шоу Теорія Зради.
У 2011 році почав зніматися в рекламах. Вже встиг знятися у відомій рекламі пельменів "Геркулес", а також ліків проти застуди.

## Досвід роботи телеведучим
- 1. Телеканал 2+2. Рубрики «Штопор», «Сильний аргумент». Провідний
- 2. Телеканал ТЕТ. Програма «Теорія зради». Провідний.
- 3. Телеканал ТЕТ. Програма «Лялечка». Ведучий однієї з рубрик.
- 4. Телеканал МУЗ-ТБ (Росія) Програма. «Шлюб або Ніяк». Провідний.
- 5. Телеканал ТЕТ. Шоу «Досвідос» 2012 р. Провідний.
- 6. Телеканал ТЕТ. Шоу «Богиня шопінгу» 2012 -2013 р. Коментатор
- 7. Телеканал ТЕТ. Шоу «Досвідос-2» 2013 р. Провідний.

## Фільмографія
- 2010 - Док. Серіал. «Чужі помилки» СТБ, «Таємниця залізної леді», «Любов кілера», «Хрещений батько»
- 2010 - Док. Серіал. «За законом», «Олімпійська надія», Пронто Фільм, FILM.UA
- 2010 - Док. Серіал. «Чужі помилки» серія «Улюбленець». Головна роль.
- 2010 Худ. Фільм «Небесні родичі» Бармен (епізод) Реж. Богдан Дробязко
- 2010 Худ. Фільм «КЕДР пронизує небо». Комсорг Ванюшкін (епізод) Реж. Олександр Баршак
- 2010 Серіал «Сімейні драми» 1+1. Серія «Альфонс». Ігор Лосєв. Головна роль.
- 2011 Серіал «Єфросинія» Лейтенант Свиридов (Другий план).
- 2011 Серіал «Повернення Мухтара» Яків (Епізод)
- 2011 Серіал «Повернення мухтара-7» Котов, епізодична роль.
- 2011 Серіал «Щоденники Темного» серія «Мертва наречена» Олег. Головна роль.
- 2011 Серіал «Сімейні мелодрами» серія «Кругообіг» Віктор. Головна роль.
- 2012 Серіал «Бар «Дак». Головна роль. Бармен Андрій.
- 2012 Серіал «Брат за брата - 2» Програміст Сергій. Епізод
- 2013 Серіал "Криве дзеркало душі"
- 2014 Серіал «Суддя» Журналіст Сергєєв.
- 2014 Серіал «Підміна в одну мить» Сергій
- 2014 Серіал «Наша Саша» Дільничний
- 2014 Телефільм «Братська любов» Сергій Іванов
- 2014 Телесеріал «Красуня Ляля»
- 2014 Телесеріал «Територія сну»

## Участь у рекламах
- 2009 Відео реклама МегаФон «Свобода слова» Головна роль. evolution film kiev
- 2009 Фотореклама Сбербанк Росії Головна Фотореклама
- 2009 Ток-шоу Судові справи. Злочин та кара Головна FILM.UA Television
- 2009 Відео реклама Азербайджанський ролик Головна GULLIVER FILM Рекламний ролик для Азербайджану
- 2009 Новорічні Тілі заставки ТРК «Україна»
- 2010 Відео реклама, Пиво «Чернігівське»
- 2010 Фотореклама, Пиво «Туборг»
- 2010 Відео реклама «Атоксіл» Головна
- 2010 Ток-шоу «Судові справи. Злочин та кара» Головна роль.
- 2010 Відео реклама, Пиво «Туборг»
- 2010 Відео реклама «КАНТ» (Росія)
- 2010 Телепередача «Моя правда»
- 2010 Відео реклама «Фокстрот»
- 2010 Відео реклама «Samsung Wave 525» Головна. Режисер – В'ячеслав Бубнов
- 2010 Відео реклама «Останкіно» (Росія) Головна. Реж. Гліб Орлов
- 2010 Відео реклама «Геркулес» Головна роль. Реж. Гліб Орлов
- 2011 Відео реклама «Мілістан» Головна роль.
- 2012 Відео реклама «Djuice» Головна роль.
- 2013 Відео реклама «Банк Фінансова Ініціатива» Головна
- 2014 Відео реклама «Радіо Спорт ФМ» Росія
- 2014 Відео реклама горілки «Малинівка»

## Шоу
- Теорія зради (2011)
- Досвідос (2012-2013)
- Богиня шопінгу (2012-2013)